# Claudio Miranda
Claudio Miranda (Valparaíso, 1965) is een Chileense cameraman (director of photography).
Miranda werkte in 1995 samen met David Fincher als cameraman-assistent bij de film Se7en. Hij bekleedde dezelfde rol in The Game en Fight Club, voordat hij cameraman-additioneel werd voor Zodiac. Hij werkte opnieuw samen met Fincher in The Curious Case of Benjamin Button, die genomineerd werd voor een Oscar voor beste camerawerk. Met de film Life of Pi van Ang Lee won hij in 2013 daadwerkelijk deze prijs. Hij is ook lid van de American Society of Cinematographers (ASC).

## Filmografie
| Jaar | Titel                                     | Filmregisseur                        | Opmerkingen |
| ---- | ----------------------------------------- | ------------------------------------ | --- |
| 2006 | Failure to Launch                         | Tom Dey                              | |
| 2008 | The Curious Case of Benjamin Button       | David Fincher                        | Nominatie: Oscar voor beste camerawerk Nominatie: BAFTA voor beste camerawerk Nominatie: Satellite Award voor beste cinematografie            |
| 2010 | Tron: Legacy                              | Joseph Kosinski                      | |
| 2012 | Life of Pi                                | Ang Lee                              | Oscar voor beste camerawerk BAFTA voor beste camerawerk Critics' Choice Award voor beste camerawerk Satellite Award voor beste cinematografie |
| 2013 | Oblivion                                  | Joseph Kosinski                      | |
| 2015 | Project T (originele titel: Tomorrowland) | Brad Bird                            | |
| 2017 | Only the Brave                            | Joseph Kosinski                      | |
| 2022 | Top Gun: Maverick                         | Joseph Kosinski                      | |
| 2022 | Spiderhead                                | Joseph Kosinski                      | |
| 2023 | Nyad                                      | Elizabeth Chai Vasarhelyi Jimmy Chin | |
| 2025 | F1                                        | Joseph Kosinski                      | |